# Subotište
Subotište (Суботиште, régi magyar nevén Falkosszombatja) település Szerbiában, a Vajdaságban, a Szerémségi körzetben, Pecsince községben.

## Demográfiai változások
| 1948 | 1953 | 1961 | 1971 | 1981 | 1991 | 2002 |
| ---- | ---- | ---- | ---- | ---- | ---- | ---- |
| 882  | 910  | 953  | 927  | 911  | 968  | 942  |